# Harry Schell
Henry Lawrence Schell O'Reilly, detto Harry (Parigi, 29 giugno 1921 – Silverstone, 13 maggio 1960), è stato un pilota automobilistico statunitense,  morto durante le prove del BRDC International Trophy al volante di una Cooper.

## Carriera
Harry Schell nacque in una famiglia appassionata di automobilismo. Il padre era infatti un pilota professionista, mentre la madre, Lucy O'Reilly, era una ricca ereditiera irlandese che prese parte a diverse corse, imponendosi anche nella Coupe des Dames al Rally di Montecarlo del 1929. I due, che correvano per l'Écurie Bleue, rimasero però vittima di un grave incidente nel 1940: Laury Schell morì, mentre la moglie riportò gravi ferite e fu costretta ad interrompere la carriera. Dovendo partecipare ad una gara ad Indianapolis l'Écurie Bleue pensò di sostituirli con il figlio. Harry Schell iniziò così la sua carriera.
Costretto ad interrompere la sua partecipazione alle competizioni automobilistiche per lo scoppio della seconda guerra mondiale, riprese a correre subito dopo il termine del conflitto. Nel 1950 fece il suo esordio in Formula 1 guidando la prima vettura a motore posteriore dell'epoca, pur senza giungere a punti nella sua prima stagione. Negli anni seguenti disputò diverse gare anche in Formula 2 e nelle gare sport prototipo. Nella massima serie cominciò ad ottenere buoni risultati nella seconda metà degli anni cinquanta arrivando sul podio in diverse gare extra campionato e concludendo secondo al Gran Premio d'Olanda 1958 e terzo nel Gran Premio di Pescara 1957.
Nel 1960 rimase vittima di un grave incidente alla curva Abbey durante le prove del BRDC International Trophy che gli costò la vita. Schell stava guidando a circa 160 km/h quando la sua auto scivolò nel fango sul lato della pista e perse una ruota. La Cooper compì una capriola e dopo aver penetrato una barriera di sicurezza, fece crollare un muro di mattoni.
Prima della sua morte, Schell era stato estremamente esplicito nella promozione del roll-bar sulle auto da corsa europee, una caratteristica di sicurezza richiesta in America. Con la formula del motore da 1500 cm³ del 1961, divenne parte dello standard della Formula Uno.
Harry Schell è stato sepolto presso il cimitero di Brunoy, vicino a Parigi.

## Risultati in Formula 1
| 1950 | Scuderia                                  | Vettura                     |  |     |  |   |  |  |  |  |  |  |  | Punti | Pos. |
| ---- | ----------------------------------------- | --------------------------- |  | --- |  | - |  |  |  |  |  |  |  | ----- | ---- |
| 1950 | Horschell Racing Corporation Ecurie Bleue | Cooper T12 Talbot-Lago T26C |  | Rit |  | 8 |  |  |  |  |  |  |  | 0     |      |

| 1951 | Scuderia     | Vettura          |    |  |  |     |  |  |  |  |  |  |  | Punti | Pos. |
| ---- | ------------ | ---------------- | -- |  |  | --- |  |  |  |  |  |  |  | ----- | ---- |
| 1951 | Enrico Platé | Maserati 4CLT/48 | 12 |  |  | Rit |  |  |  |  |  |  |  | 0     |      |

| 1952 | Scuderia     | Vettura          |     |  |  |     |    |  |  |  |  |  |  | Punti | Pos. |
| ---- | ------------ | ---------------- | --- |  |  | --- | -- |  |  |  |  |  |  | ----- | ---- |
| 1952 | Enrico Platé | Maserati 4CLT/50 | Rit |  |  | Rit | 17 |  |  |  |  |  |  |       |      |

| 1953 | Scuderia | Vettura |   |  |     |   |     |     |     |  |   |  |  | Punti | Pos. |
| ---- | -------- | ------- | - |  | --- | - | --- | --- | --- |  | - |  |  | ----- | ---- |
| 1953 | Gordini  | T16     | 7 |  | Rit | 7 | Rit | Rit | Rit |  | 9 |  |  | 0     |      |

| 1954 | Scuderia        | Vettura        |   |  |  |     |    |   |     |  |     |  |  | Punti | Pos. |
| ---- | --------------- | -------------- | - |  |  | --- | -- | - | --- |  | --- |  |  | ----- | ---- |
| 1954 | Vettura Privata | Maserati A6GCM | 6 |  |  | Rit | 12 | 7 | Rit |  | Rit |  |  | 0     |      |

| 1955 | Scuderia                 | Vettura          |   |     |  |    |  |   |     |  |  |  |  | Punti | Pos. |
| ---- | ------------------------ | ---------------- | - | --- |  | -- |  | - | --- |  |  |  |  | ----- | ---- |
| 1955 | Maserati Ferrari Vanwall | 250F 555 F1 VW55 | 6 | Rit |  | NP |  | 9 | Rit |  |  |  |  | 0     |      |

| 1956 | Scuderia | Vettura |  |     |  |   |    |     |     |     |  |  |  | Punti | Pos. |
| ---- | -------- | ------- |  | --- |  | - | -- | --- | --- | --- |  |  |  | ----- | ---- |
| 1956 | Vanwall  | VW2     |  | Rit |  | 4 | 10 | Rit | Rit | Rit |  |  |  | 3     | 17º  |

| 1957 | Scuderia | Vettura |   |     |  |   |     |   |   |   |  |  |  | Punti | Pos. |
| ---- | -------- | ------- | - | --- |  | - | --- | - | - | - |  |  |  | ----- | ---- |
| 1957 | Maserati | 250F    | 4 | Rit |  | 5 | Rit | 7 | 3 | 5 |  |  |  | 10    | 7º   |

| 1958 | Scuderia | Vettura |   |   |   |  |   |     |   |     |   |     |   | Punti | Pos. |
| ---- | -------- | ------- | - | - | - |  | - | --- | - | --- | - | --- | - | ----- | ---- |
| 1958 | BRM      | P25     | 6 | 5 | 2 |  | 5 | Rit | 5 | Rit | 6 | Rit | 5 | 14    | 6º   |

| 1959 | Scuderia | Vettura |     |  |     |   |   |   |   |   |     |  |  | Punti | Pos. |
| ---- | -------- | ------- | --- |  | --- | - | - | - | - | - | --- |  |  | ----- | ---- |
| 1959 | BRM      | P25     | Rit |  | Rit | 7 | 4 | 7 | 5 | 7 | Rit |  |  | 5     | 13º  |

| 1960 | Scuderia     | Vettura    |     |  |  |  |  |  |  |  |  |  |  | Punti | Pos. |
| ---- | ------------ | ---------- | --- |  |  |  |  |  |  |  |  |  |  | ----- | ---- |
| 1960 | Ecurie Bleue | Cooper T51 | Rit |  |  |  |  |  |  |  |  |  |  | 0     |      |

| Legenda | 1º posto     | 2º posto | 3º posto    | A punti         | Senza punti/Non class.  | Grassetto – Pole position Corsivo – Giro più veloce |
| Legenda | Squalificato | Ritirato | Non partito | Non qualificato | Solo prove/Terzo pilota | Grassetto – Pole position Corsivo – Giro più veloce |